# 27974 Дрейсл
27974 Дрейсл  (27974 Drejsl) — астероїд головного поясу, відкритий 19 жовтня 1997 року.
Тіссеранів параметр щодо Юпітера — 3,349.